# Centaurea atlantica
Centaurea atlantica — вид квіткових рослин айстрових (Asteraceae). Ендемік пн. Марокко й Алжиру.

## Біоморфологічна характеристика
Однорічна рослина, прямовисна чи розпростерта, h=(15)25–50 см, гола, з тонким стеблом. Стебла дуже гіллясті, часто від основи, з білуватими ребрами, безкрилі. Листки шорсткі, прикореневі черешкові, майже цільні чи перисто-роздільні, швидко опадають; стеблові листки сидячі, з рихло-зубчастими краями. Поодинокі квіткові головки на верхівках гілок, оточені 2–3 приквітковими листочками. Обгортка куляста, з переплетеними приквітками в 4–5 рядів, шкіряста, жовтувато-зелена. Квітки жовтуваті, периферійні не променисті. Сім'янки голі, субциліндрично-оберненояйцеподібні, стислі, блискучі, коричневі, 2.5–3.2 мм з малопомітними поздовжніми ребрами, з неглибокими бічними ворсинками.
Квітне у травні — липні.

## Середовище
Населяє пасовища, степи, сухі до посушливих низькогір'я.